# Clube Sportivo Mindelense

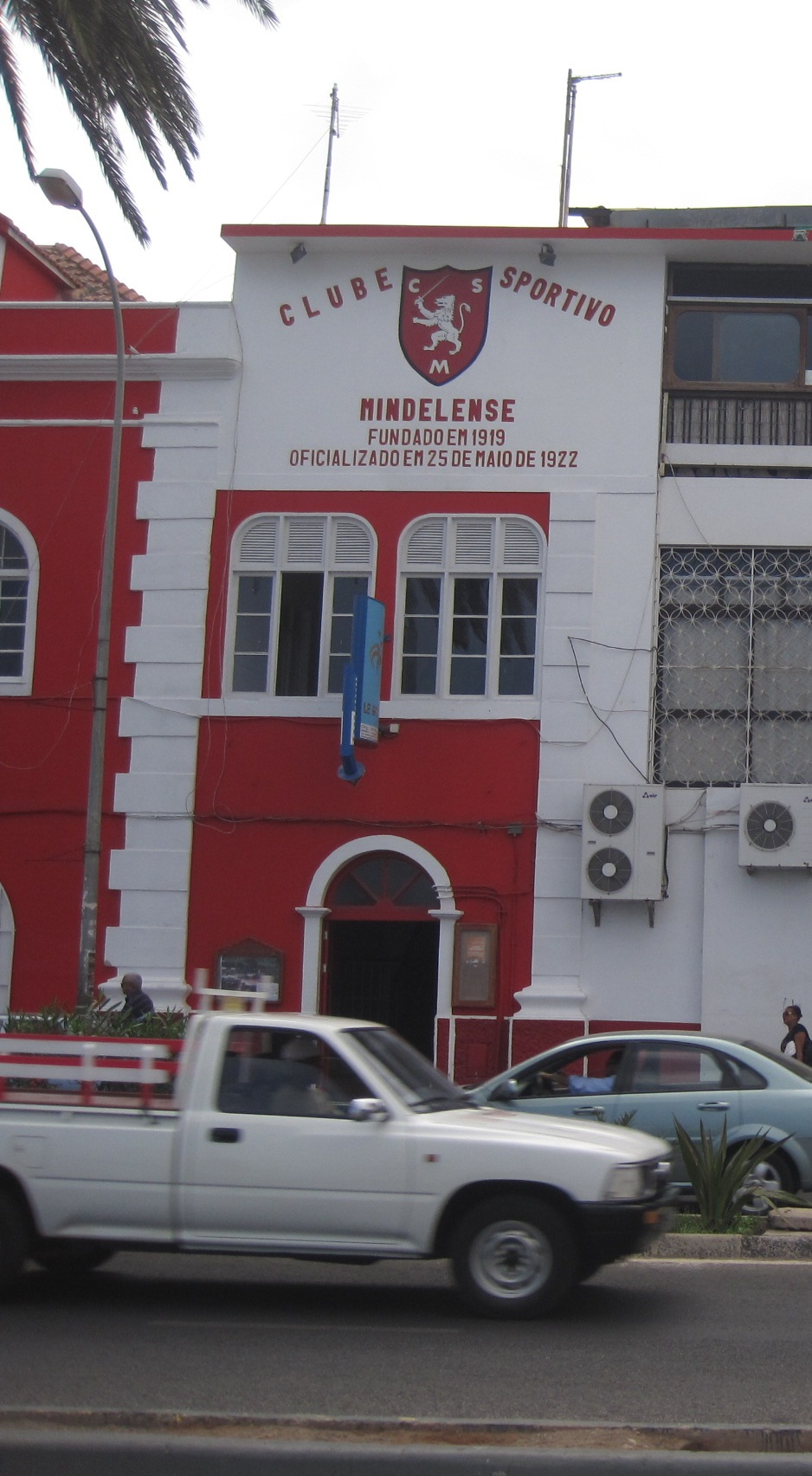

El Clube Sportivo Mindelense és un club capverdià de futbol de la ciutat de Mindelo a l'illa de São Vicente.

## Història
La secció de futbol de la Mindelenese és un dels dues grans clubs de futbol de Cap Verd. És el club que ha guanyat més lligues nacionals i compta amb un palmarès de més de 9 títols futbolístics abans de la independència i 11títols futbolístics després de la independència.
El club va ser fundat el 1922.

## Palmarès
- Lliga capverdiana de futbol[2]
  - Després de la independència: 1976, 1977, 1981, 1988, 1990, 1992, 1998, 2011, 2013, 2014, 2015, 2016, 2019
  - Abans de la independència: 1939, 1949, 1950, 1956, 1960, 1962, 1966, 1968, 1971

- Copa capverdiana de futbol[3]
  - 1982, 2024

- Lliga de São Vicente de futbol[4]
  - 1950, 1956, 1960, 1962, 1966, 1968, 1971, 1974/75, 1975/76, 1976/77, 1977/78, 1978/79, 1979/80, 1980/81, 1981–82, 1987/88, 1988–89, 1989/90, 1991/92 1993/94, 1995/96, 1997/98, 2005/06, 2008/09, 2010/11, 2012/13, 2014/15, 2015/16, 2016/17, 2017/18

- Torneig d'Obertura de São Vicente de futbol
  - 1999/00, 2002/03, 2004/05, 2005/06, 2007/08, 2008/09, 2012/13, 2017

- Copa de São Vicente de futbol
  - 2007/08, 2012/13, 2014/15

- Supercopa de São Vicente de futbol
  - 2005/06, 2008/09, 2014/15, 2015/16

## Jugadors
- Alex
- Cadú
- Mailó
- Nhambu
- Rambé (2009–10)
- Sténio
- Fock (Fredson Tavares) (2008–10)
- Toy Adão
- Vózninha or Vozinha

## Presidents destacats
- Augusto Vasconcelo Lopes (en 2012)
- Adilson Nascimento (2013–15)
- Daniel de Jesus

## Entrenadors destacats
- Tchida (2011)
- Almara (2012)
- Daniel Vieira (Abel II)

## Trajectòria
- 1r (2008-09)
- 1r (2010-11)
- 1r (2012-13)
- 1r (2014-15)